# Tuula Rautanen
Tuula Rautanen (Tuula Irmeli Rautanen; * 8. April 1942 in Lahti) ist eine ehemalige finnische Sprinterin und Weitspringerin.
Bei den Europameisterschaften 1971 in Helsinki scheiterte sie im Weitsprung in der Qualifikation.
1972 schied sie bei den Halleneuropameisterschaften in Grenoble über 50 Meter im Vorlauf aus. Bei den Olympischen Spielen in München wurde sie Siebte in der 4-mal-400-Meter-Staffel und schied über 100 Meter sowie in der 4-mal-100-Meter-Staffel im Vorlauf aus.
Bei den Halleneuropameisterschaften 1973 in Rotterdam erreichte sie über 60 Meter das Halbfinale. 1974 wurde sie im Weitsprung bei den Halleneuropameisterschaften in Göteborg Zehnte und schied bei den Europameisterschaften in Rom in der Vorrunde aus. Bei den Halleneuropameisterschaften 1975 in Katowice wurde sie Zehnte im Weitsprung und schied über 60 Meter im Halbfinale aus.
Viermal wurde sie Finnische Meisterin im Weitsprung (1972, 1973, 1975, 1976), zweimal über 100 Meter (1971, 1972) und einmal über 200 Meter (1973). 1973 wurde sie Schwedische Hallenmeisterin über 60 Meter.

## Persönliche Bestleistungen
- 100 m: 11,6 s, 1973
- 400 m: 54,2 s, 1973
- Weitsprung: 6,60 m, 4. August 1973, Warschau